# 钩槽属
钩槽属是动物分类学的一个阶元,，即绦虫纲中的四叶目瘤槽科中的一属。鉴别特征如下:
钩槽属头节方形、球形或角锥形，上具四个槽盘。槽盘长形、卵圆形或圆形，每一槽盘被两个横隔分成三个小室，槽盘前端具两个分支的钩，钩前有时具吸盘和肌垫。颈部存在。生殖孔位于节片侧面，左右不规则交替。阴茎囊卵圆形、梨形或棒状。阴茎通常具棘。睾丸数目众多，分布于卵黄腺内侧卵巢前的整个节片髓质区。阴道在阴茎囊前。受精囊有时存在。卵巢位于节片后部，分为两叶或四叶。卵黄腺位于节片两侧，分布于排泄管的内侧或外侧。子宫在节片中部，可延伸达节片前缘。成虫寄生于软骨鱼类。